# Nodosaurus
Nodosaurus là một chi khủng long, được Marsh mô tả khoa học năm 1889.